# La Marraine du régiment
Pour plus de détails, voir Fiche technique et Distribution.
La Marraine du régiment est un film français réalisé par Gabriel Rosca, tourné  en 1938 sorti en 1939.

## Fiche technique
- Réalisation : Gabriel Rosca, assisté d'Alice de Clerbaut[1]
- Scénario : Georges-Robert Rol[1]
- Dialogues : André Heuzé
- Photographie : Albert Brés et Henri Janvier
- Musique : Marceau Van Hoorebecke
- Décors : Georges Gratigny
- Producteurs : Jack Forrester et André Parant
- Société de production : Forrester-Parant Productions - France Export Films (FEF)
- Société de distribution : Pathé Consortium Cinéma
- Pays de production :  France
- Format : Noir et blanc — 35 mm — 1,37:1 — Son : Mono
- Genre : Comédie
- Durée : 90 minutes (1 h 30)
- Date de sortie :
  - France : 24 mai 1939

## Distribution
- Pauline Carton : Félicité
- Raymond Cordy : Perlot
- Jo Dervo
- Jean Dunot
- Jeanne Fusier-Gir
- Jean Gobet
- Irène Jeanning
- Maurice Marceau
- Émile Riandreys
- Monique Rolland
- Marcel Simon
- Alice Tissot : Agathe Cascarel